# Guatteria schunkevigoi
Guatteria schunkevigoi là loài thực vật có hoa thuộc họ Na. Loài này được D.R.Simpson mô tả khoa học đầu tiên năm 1975.